# ATP-toernooi van Bogota
Het ATP-toernooi van Bogota was een tennistoernooi voor mannen dat van 1994 t/m 2001 en van 2013 t/m 2015op de ATP-kalender stond.
Van 2005 t/m 2017 (behalve 2014) maakte het toernooi deel uit van het challengercircuit.
Sedert 2013 had het toernooi de licentie overgekocht van het ATP-toernooi van Los Angeles. Het toernooi werd niet meer gehouden sinds 2016. De licentie is verkocht aan het ATP-toernooi van Cabo San Lucas.

## Officiële namen
- Cerveza Club Colombia Open (1994-2001)
- Claro Open Colombia (2013-2015)

## Finales

### Enkelspel
| Jaar      | Winnaar           | Runner-up         | Uitslag             |
| --------- | ----------------- | ----------------- | ------------------- |
| 2015      | Bernard Tomic (2) | Adrian Mannarino  | 6-1, 3-6, 6-2       |
| 2014      | Bernard Tomic     | Ivo Karlović      | 7-6(5), 3-6, 7-6(4) |
| 2013      | Ivo Karlović      | Alejandro Falla   | 6-3, 7-6(4)         |
| 2002-2012 | Challenger        | Challenger        | Challenger          |
| 2001      | Nikolaj Davydenko | Juan Mónaco       | 6-2, 2-6, 6-2       |
| 2000      | Mariano Puerta    | Younes El Aynaoui | 6-4, 7-6(5)         |
| 1999      | Niet gehouden     | Niet gehouden     | Niet gehouden       |
| 1998      | Mariano Zabaleta  | Ramón Delgado     | 6-4, 6-4            |
| 1997      | Francisco Clavet  | Nicolás Lapentti  | 6-3, 6-3            |
| 1996      | Thomas Muster     | Nicolás Lapentti  | 6-7(6), 6-2, 6-3    |
| 1995      | Nicolás Lapentti  | Miguel Tobon      | 2-6, 6-1, 6-4       |
| 1994      | Nicolás Pereira   | Mauricio Hadad    | 6-3, 3-6, 6-4       |

### Dubbelspel
| Jaar      | Winnaar                               | Runner-up                               | Uitslag                |
| --------- | ------------------------------------- | --------------------------------------- | ---------------------- |
| 2015      | Édouard Roger-Vasselin Radek Štěpánek | Mate Pavić Michael Venus                | 7-5, 6-3               |
| 2014      | Samuel Groth Chris Guccione           | Nicolás Barrientos Juan Sebastián Cabal | 7-6(5), 6-7(3), [11-9] |
| 2013      | Purav Raja Divij Sharan               | Édouard Roger-Vasselin Igor Sijsling    | 7-6(4), 7-6(3)         |
| 2002-2012 | Challenger                            | Challenger                              | Challenger             |
| 2001      | Mariano Hood Sebastián Prieto         | Martín Rodríguez André Sá               | 6-2, 6-4               |
| 2000      | Pablo Albano Lucas Arnold Ker         | Juan Balcells Mauricio Hadad            | 7-6(4), 1-6, 6-2       |
| 1999      | Niet gehouden                         | Niet gehouden                           | Niet gehouden          |
| 1998      | Diego del Río Mariano Puerta          | Gábor Köves Eric Taino                  | 6-7, 6-3, 6-2          |
| 1997      | Luis Lobo Fernando Meligeni           | Karim Alami Maurice Ruah                | 6-1, 6-3               |
| 1996      | Nicolás Pereira David Rikl            | Pablo Campana Nicolás Lapentti          | 6-3, 7-6               |
| 1995      | Jiří Novák David Rikl                 | Steve Campbell MaliVai Washington       | 7-6, 6-2               |
| 1994      | Mark Knowles Daniel Nestor            | Luke Jensen Murphy Jensen               | 6-4, 7-6               |

1994 · 1995 · 1996 · 1997 · 1998 · 1999 · 2000 · 2001 · 2002–2012 · 2013 · 2014 · 2015
 Los Angeles (1927-2012) →  Bogota (2013-2015) →  Los Cabos (2015-heden)
ITF-toernooien (mannen en vrouwen)

ATP-toernooien (mannen) – ATP-seizoen 2025

WTA-toernooien (vrouwen) – WTA-seizoen 2025

Voormalige toernooien mannen
Voormalige toernooien vrouwen
Voormalige amateurtoernooien